# Softball na Letnich Igrzyskach Olimpijskich 1996
Wyniki zawodów w softballu na Letnich Igrzyskach Olimpijskich 1996. Softball debiutował podczas Igrzysk w Atlancie.

## Medalistki
|         | Złoto | Srebro | Brąz |
| ------- | --- | --- | --- |
| Kobiety | Stany Zjednoczone Laura Berg Gillian Boxx Sheila Cornell Lisa Fernandez Michele Granger Lori Harrigan Dionna Harris Kim Maher Leah O’Brien Dot Richardson Julie Smith Michele Smith Shelly Stokes Danielle Tyler Christa Lee Williams | Chiny An Zhongxin Chen Hong He Liping Lei Li Liu Xuqing Liu Yaju Ma Ying Ou Jingbai Tao Hua Wang Lihong Wang Ying Wei Qiang Xu Jian Yan Fang Zhang Chunfang | Australia Joanne Brown Kim Cooper Carolyn Crudgington Kerry Dienelt Peta Edebone Tanya Harding Jennifer Holliday Jocelyn Lester Sally McDermid Francine McRae Haylea Petrie Nicole Richardson Melanie Roche Natalie Ward Brooke Wilkins |